# Détective Conan : Le Requiem des détectives
Détective Conan : Le Requiem des détectives (名探偵コナン 探偵たちの鎮魂歌, Meitantei Konan: Tantei-tachi no Rekuiemu) est un film d'animation japonais réalisé par Yasuichiro Yamamoto, sorti en 2006.
Il s'agit du dixième film tiré du manga Détective Conan.

## Synopsis
Ran, Conan, Kogoro et les Détectives boys sont invités à se rendre dans un tout nouveau parc d'attractions. Sonoko, grâce à sa situation familiale, est aussi de la partie. Mais si Kogoro est présent c'est avant tout pour résoudre une affaire. On remet tout d'abord à chaque invité un bracelet électronique qui est un pass pour toutes les activités Il est actif jusqu'à 22h, heure de fermeture du parc. Tandis que les autres partent profiter du parc, Conan et Kogoro sont mis au courant de l'enquête à résoudre par le propriétaire du parc, aussi propriétaire d'un grand hôtel. Néanmoins, ce mystérieux client ne leur facilite pas la tâche et le nombre d'indices est restreint car celui-ci menace de faire exploser leurs amis et eux-mêmes via le bracelet VIP qu'ils ont endossé, s'ils ne résolvent pas dans un temps limité une enquête qui leur est confié. D'autres personnes ont reçu la même menace, comme Heiji.

## Fiche technique
- Titre original : Meitantei Conan: Tantei-tachi no Requiem (名探偵コナン 探偵たちの鎮魂歌?)
- Titre français : Détective Conan : Le Requiem des détectives
- Société de production : Tokyo Movie Shinsha
- Durée : 111 minutes
- Dates de sortie : 15 avril 2006 en salles japonaises